# Schlacht von Sinkat
 Aba – Dschebel Gedir I – Sennar I – Dschebel Gedir II – al-Ubayyid I – al-Ubayyid II – Sennar II – Sinkat – El Teb I – Scheikan – El Teb II – El Teb III – Tamanieh – Khartum – Abu Klea – Gallabat – Toski – Firket – Atbara – Omdurman – Umm Diwaykarat
In der Schlacht von Sinkāt, in mahdistischen Quellen als Schlacht von Ūkāk bezeichnet, wehrten ägyptische Soldaten am 5. August 1883 einen Angriff der Mahdisten auf den Ort Sinkat ab. Die Schlacht bildete den Auftakt des Mahdi-Aufstandes im Osten des Sudan.

## Hintergrund
Seit 1821 befand sich der Sudan unter der Herrschaft Ägyptens. Am 29. Juni 1881 erklärte sich dort Muhammad Ahmad zum Mahdi und rief zum Aufstand gegen die Ägypter auf. Der Festnahme durch ägyptische Soldaten widersetzte sich Muhammad Ahmad mit Unterstützung seiner Anhänger in der Schlacht von Aba. Um einen weiteren Festnahmeversuch zuvor zu kommen, floh er mit seinen Anhängern in das in den Nuba-Bergen gelegene Königreich Taqali. Dort brachte er zwei nach ihm entsendete ägyptische Armeen vernichtende Niederlagen bei (Erste und Zweite Schlacht von Dschebel Gedir). Durch diese Erfolge erfuhr seine Bewegung einen enormen Zulauf aus der einheimischen Bevölkerung, wodurch Muhammad Ahmad in die Lage versetzt wurde in die Offensive überzugehen. So eroberte er im Juli 1882 Kordofan mit Ausnahme der Städte Bara und al-Ubayyid, deren Garnisonen erst nach Belagerung am 5. bzw. am 17. Januar 1883 vor den Mahdisten kapitulierten.
Muhammad Ahmads nächstes Ziel war die Eroberung von Khartum, die Hauptstadt des ägyptischen Sudan. Dazu beabsichtigte er zunächst die Stadt von der Versorgung aus dem ägyptischen Kernland abzuschneiden. Zwar konnte Khartum auch entlang des Niltals versorgt werden, jedoch war für Muhammad Ahmad besonders die Unterbrechung der Route von Suakin nach Berber dringend, da seit Ende 1882 ägyptische Truppen vom Roten Meer aus über diese Route nach Khartum zur Aufstellung einer gegen ihn gerichtete Expeditionsstreitkraft gelangten. Für dieses Vorhaben ernannte Muhammad Ahmad am 8. Mai 1883 Osman Digna, einem Kaufmann aus Suakin, zu seinem Repräsentanten im Ost-Sudan und beauftragte ihn, die Stämme in dieser Region zu bewegen sich dem Aufstand anzuschließen.
Auf seinem Weg durch den Ost-Sudan hatte Osman vorerst kaum Erfolg Anhänger zu gewinnen. Die Region war zu weit vom Zentrum des Mahdi-Aufstandes entfernt, um dort bereits Einfluss auszuüben. Auch erschien den Einheimischen Osman als Kaufmann nicht glaubwürdig in der Rolle als religiöser Anführer. Dies änderte sich jedoch, als es Osman  gelang, Tahir al-Majdhūb zu überzeugen sich ihm und der Bewegung anzuschließen. Tahir war im Ost-Sudan der Repräsentant der Majdhūbīya, ein religiöser Orden (tarīqa) mit bedeutendem Einfluss auf die Hadendoa, dem mächtigsten Stamm in dieser Region.
Der Gouverneur (muhafız) der Provinz Suakin, Tawfiq Bey, wurde Anfang Juli 1883 von der Agitation Osmans informiert und zog darauf mit ca. 70 Soldaten von Suakin nach Sinkat aus, um in der Region die Ordnung wiederherzustellen. Dazu versendete er Briefe an Tāhir und an Ahmad Digna, entweder Bruder oder Cousin von Osman, in denen er dazu aufforderte, Osman zu ergreifen. Statt dem nachzukommen, informierten sie Osman darüber, worauf Osman entschied mit seinen Anhängern von Arkowit nach Sinkat zu ziehen.
Sinkat war ein kleiner, unbefestigter Ort und lag ungefähr 70 km westlich von Suakin auf der weniger bedeutenden südlichen Hauptstraße nach Berber. Von den wohlhabenden Kaufleuten und den ägyptischen Beamten Suakins und Tokars wurde der Ort als Sommerresidenz genutzt, da dort aufgrund der höheren Lage das Klima zu dieser Jahreszeit angenehmer war.

## Verlauf

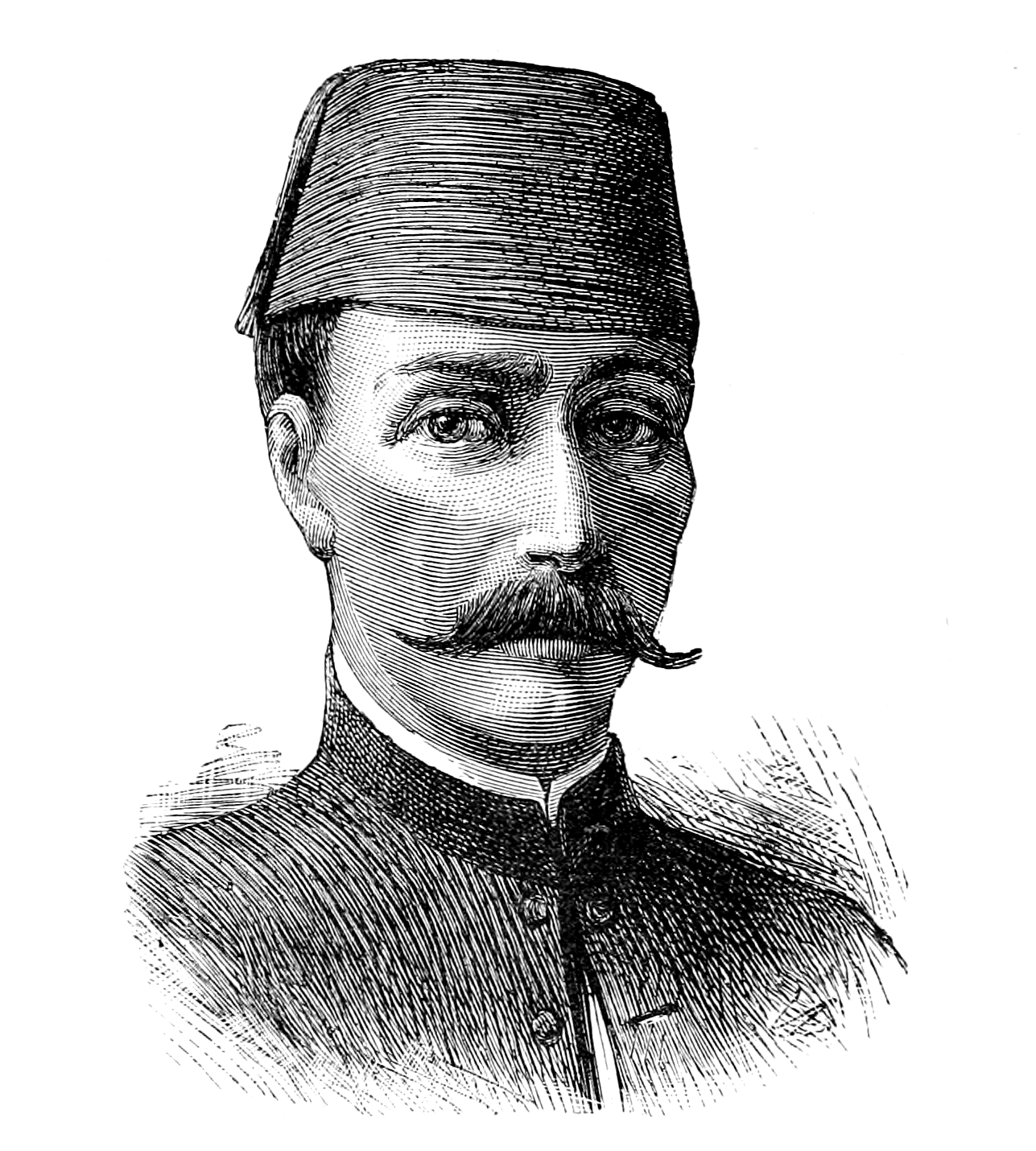
Tawfiq Bey, Kommandeur der ägyptischen Soldaten in Sinkat

Am Morgen des 5. August 1883 erreichte Osman mit ca. 1.500 Kriegern, die lediglich mit Speeren, Knüppeln und einige wenige mit Schwertern bewaffnet waren, die Umgebung von Sinkat. Osman forderte Tawfiq auf, ihm Suakin und Sinkat zu übergeben. Tawfiq versuchte Zeit zu gewinnen, um die Baracken, in denen die ägyptischen Soldaten und einige freiwillige Zivilisten sich verbarrikadierten, für den bevorstehenden Angriff vorzubereiten. So bat er Osman um einen Waffenstillstand von drei Tagen, um sich, so gab er vor, für die Übergabe die Zustimmung von höherer Stelle einzuholen. Osman gewährte einen Waffenstillstand bis Mittag und verlängerte diesen später bis zum Nachmittag. Als Osman bemerkte, dass Tawfiq ihn zu hintergehen versucht, forderte er die unverzügliche Kapitulation, die Tawfiq jedoch ablehnte. Um ca. 16 Uhr marschierte Osman mit seinen Kriegern auf die Baracken zu. Angekommen an einem Gewässerbett (khor), ca. 100 Meter davor, hielt die Kriegerhorde inne. Vielen entschwand währenddessen der Kampfeswille, so dass Osman den Angriff mit nur noch 300 Kriegern fortsetzen konnte. Die Ägypter feuerten zunächst ihre Gewehre ab. Alsbald gelang es den Kriegern in die Baracken einzudringen, wo es zu einem erbitterten Nahkampf kam. Jedoch gelang es den Ägyptern nach etwa einer Stunde den Angriff abzuwehren und die Mahdisten zu vertreiben.
Die Mahdisten verloren in dieser Schlacht um die 200 bis 250 Mann. Nach ägyptischen Angaben befanden sich darunter ca. 65, nach Angabe von Osman 60 Tote. Unter den Toten befand sich Ahmad Digna, der Bruder oder Cousin Osmans. Osman selbst wurde schwer verwundet und musste von seinen Anhängern vom Schlachtfeld getragen werden. Aufgrund dieser Erfahrung nahm Osman fortan an keiner Kampfhandlung mehr teil. Auf ägyptischer Seite wurden nach ägyptischen Angaben 7 Soldaten und 6 Zivilisten getötet. 12 Soldaten, darunter Tawfiq Bey, wurden verwundet. Osman gab die Toten auf ägyptischer Seite mit 57 an.

## Folgen
Osman und seine Anhänger zogen sich nach Arkowit zurück. Tawfiq Bey verblieb in Sinkat und baute die Befestigungen aus. Nachdem Anfang September die Garnison Sinkats durch Truppen aus Suakin auf 600 Mann verstärkt wurde, sendete Tawfiq eine 200 Mann starke Einheit nach Arkowit aus, um Osman gefangen zunehmen. Dieser entsendete stattdessen einige Krieger, in Folge es bei Qubāb (Gabab) am 14. September 1883 zur Schlacht kam, die die Ägypter für sich entscheiden konnten. Osmans Anhänger waren nach den beiden Niederlagen demoralisiert. Die günstige Gelegenheit den Aufstand einzudämmen wurde jedoch nicht genutzt, da der gerade erst neu ernannte General-Gouverneur (mudīr umum) von Ost-Sudan, Sulayman Pascha Nyazi, ein weiteres militärisches Vorgehen gegen Osman Digna untersagte und diplomatischen Mitteln den Vorzug gab. Diese Strategie wurde jedoch von den Aufständischen und den lokalen Stämmen als Schwäche der ägyptischen Administration ausgelegt, so dass Osman stark an Zulauf gewann und die Initiative allmählich an ihn überging.
So gelang es ihm ab Mitte Oktober nicht nur Sinkat von der Versorgung von außen abzuschneiden, sondern auch die für die lokale Nahrungsversorgung wichtige Küstenstadt Tokar zu belagern. Ein Entsatzversuch scheiterte, als am 18. oder am 26. Oktober 1883 die Mahdisten einen ägyptischen Trupp auf ihrem Weg von Suakin nach Sinkat vernichteten (Schlacht von Abint). Da Tokar bedeutender als Sinkat erachtet wurde, konzentrierte sich das weitere militärische Vorgehen der Ägypter auf die Befreiung von Tokar. Das dazu von Sulayman entsendete Bataillon wurde am 4. November 1883 bei El Teb vernichtend geschlagen (Schlacht von El Teb). Sulayman hatte damit seine zur Verfügung stehenden militärischen Kräfte aufgebraucht. Doch auch die aus Ägypten entsendete Armee unter dem Befehl von Valentine Baker wurde bei El Teb am 4. Februar 1884 aufgerieben (Erste Schlacht von El Teb). Eine alsbaldige Befreiung von Sinkat erwies sich damit als unrealistisch. Da die Nahrungsmittelvorräte erschöpft waren, entschied sich Tawfiq nach Suakin auszubrechen. Sinkat war mittlerweile von der lokalen Bevölkerung verlassen worden, so dass sich nur noch die ägyptischen Soldaten mit ihren Frauen und Kindern dort aufhielten. Der Zug verließ Sinkat in der Nacht vom 8. Februar 1884 und wurde, kaum dass Sinkat verlassen worden ist, von den Mahdisten abgefangen. Für den bevorstehenden Kampf bildeten die ägyptischen Soldaten ein Karree um die Zivilisten. Der ägyptische Trupp war jedoch gegen die Übermacht der Mahdisten ohne Chance und wurde vollständig ausgelöscht.